# Mélanie Doutey
Mélanie Doutey (París, 22 de noviembre de 1978) es una actriz francesa.

## Filmografía
- The Case Of The Missing Bottle o The Case Of The Missing Oregano (1983), Mamma Mia Malpass
- Leïla (2001), Leïla
- Le frère du guerrier (2002), Guillemette
- La fleur du mal (2003), Michèle Charpin-Vasseur
- Narco (2004), La fille "moitié des choses"
- El Lobo (2004), Amaia
- Il ne faut jurer... de rien! (2005), Cécile
- Clara Sheller,  Clara Sheller (6 episodios, 2005)
- Président (2006), Nahema
- Fair Play (2006),  Béatrice
- On va s'aimer (2006), Camille
- Ce soir, je dors chez toi (2007),  Laeticia
- Ma place au soleil (2007), Véronique
- Santa Closed (2007),  Fille 2
- RTT (2008), Emilie Vergano
- Le bal des actrices (2009), Mélanie Doutey
- Aux yeux de tous (2012), Nora
- Jamais le premier soir (2014), Louise
- La French (2014), Christiane Zampa
- Entre amis (2015), Daphnée